# Mary Lou Williams
Mary Lou Williams (Atlanta, 8 de maio de 1910 – Durham, 28 de maio de 1981) foi uma compositora, arranjadora e pianista de jazz estadunidense. Williams é autora de centenas de composições e arranjos, arranjando para Duke Ellington, Benny Goodman além de ser amiga e mentora de Thelonius Monk, Charlie Parker, Miles Davis, Tadd Dameron e outros.